# A Matica slovenská története

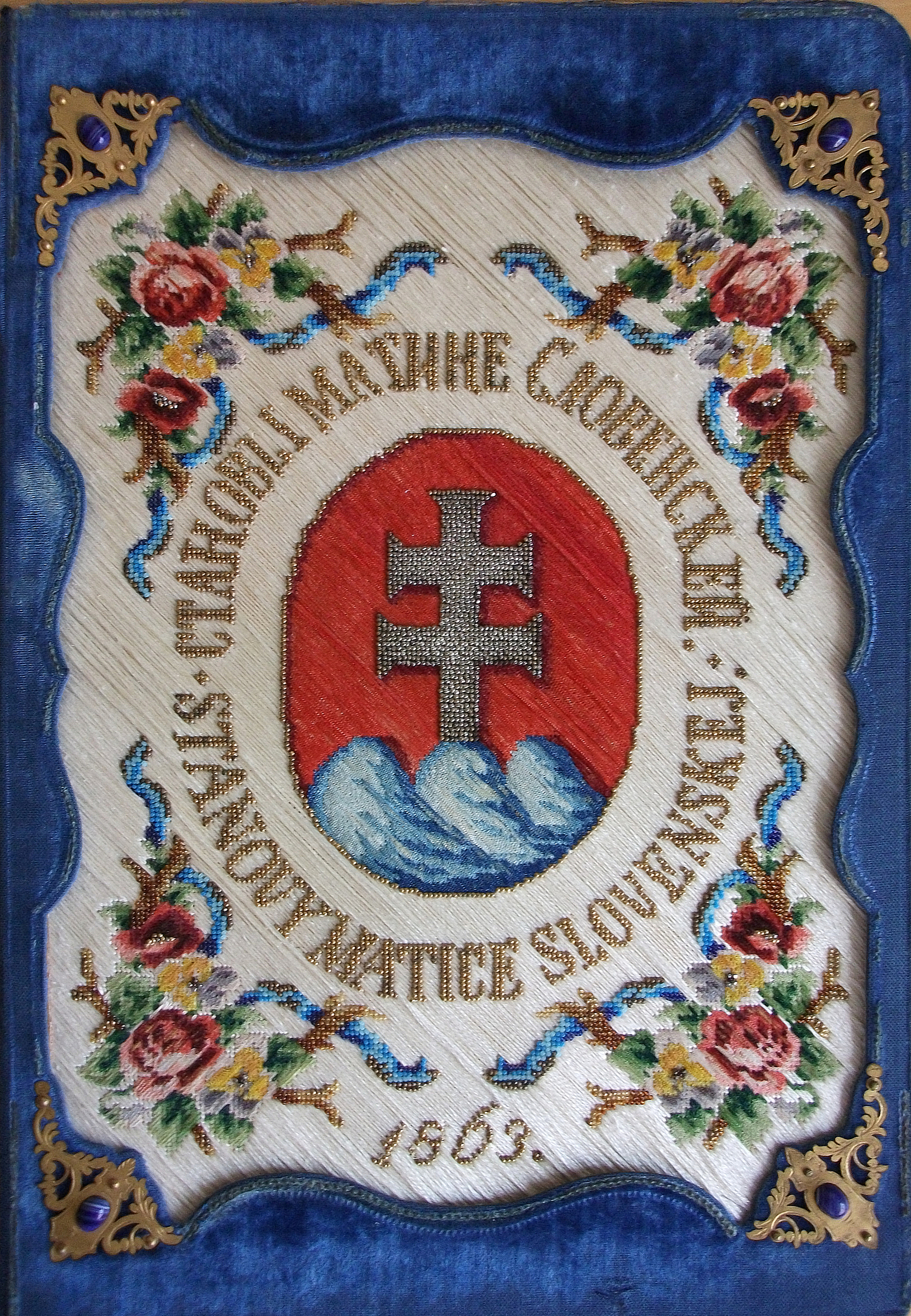
Díszített borítója a Matica slovenská alapszabályainak

A Matica slovenská (MS) a legrégebbi szlovák nemzeti kulturális és tudományos szervezet. A MS székhelye Turócszentmárton, (szlovákul Martin) város mint a szlovákok kulturális központja, itt alapították az intézményt 1863-ban, és 1919-ben tevékenységét újjáélesztették. Az MS jogi személy. Szervezeti egységeit Szlovákia területén és külföldön is létesíti. Az MS helyzetét és tevékenységét[1] a Tgy. a Matica slovenskáról szóló 68/1997 sz. módosított törvény és saját Alapszabálya határozza meg.

## Kalendárium
1861
A június 6–7-én Turócszentmártonban rendezett Szlovák Nemzetgyűlés politikai programjában – közismert nevén A szlovák nemzet memorandumában – szerepelt egy szlovák kulturális egyesület megalakításának gondolata. Ugyanakkor az MS Állandó Nemzeti Bizottsága az elképzelés valóra váltására Ideiglenes Bizottságot állított fel. Az Ideiglenes Bizottság mindent megtett az ügy érdekében, kidolgozta a létesítendő egyesület első alapszabályát, és kieszközölte ennek hivatalos jóváhagyását a bécsi császári udvarnál.
1863
Az egyesület megalakításának terve megvalósult, az MS augusztus 4-én Turócszentmártonban rendezett 1. alakuló közgyűlésén, a Szent Cirill és Metód szláv apostolok népünk földjére érkezése alkalmából rendezett millenniumi ünnepsége keretében megalakult a Matica slovenská. Célját nemzeti és keresztény elvek szellemében határozták meg: „…felkelteni az erkölcsi és hasznos ismeretek iránti érdeklődést, terjeszteni, erősíteni ezeket az értékeket a szlovák nemzet tagjainak körében; ápolni és támogatni a szlovák irodalmat és a szépművészeteket, mindezzel elősegíteni a szlovák nemzet anyagi jólétének megvalósítását, és dolgozni  jó hírnevének terjedése érdekében.” Az MS első elnökének Štefan Moysest, a besztercebányai katolikus püspököt, első ügyvivő alelnökének Karol Kuzmányt, evangélikus szuperintendenst  választották meg. Az MS első bizottságában a szlovák nemzet legjelentősebb és legaktívabb képviselői, Jozef Miloslav Hurban, Michal Miloslav Hodža, Ján Francisci, Štefan Marko Daxner, Viliam Pauliny-Tóth, Adolf Dobriansky és mások kaptak helyet. Jóváhagyták és az MS hivatalos nyelvévé nyilvánították a Štúr-féle szlovák nyelvet.
1864
Az MS a 2. közgyűlésén hozott döntésével elfogadta a nyomtatásban megjelenő valamennyi maticás kiadvány és dokumentum vonatkozásában (a Martin Hattala által megreformált) a szlovák irodalmi nyelv Štúr-féle normáját, valamint a latin írásjeleket. 
1865
Az MS első, Svetlica nevű turócszentmártoni épületét az intézmény 3. közgyűlésén, augusztus 8-án, ünnepélyes keretek között adták át rendeltetésének. Az építészeti munkálatok költségeit nemzeti adományokból fedezték.
1866
Október 12-én Bécsben I. Ferenc József osztrák császár fogadta a Viliam Paulliny-Tóth vezette MS-delegációt, a küldöttség az elveszített osztrák–porosz háborút követően az MS és a szlovák nemzet nevében támogatásáról biztosította az uralkodót. Átnyújtották neki az „MS alapító tagja” díszoklevelet, a császár a kitüntetést elfogadta.
1869
Március 3-án Turócszentmártonban megalakították a Könyvnyomtatási Részvénytársaságot. Elsődleges feladatául a könyves kultúra területén a szlovák és maticás kiadványok készítése kedvező feltételeinek biztosítását határozták meg. Szentkereszten (Garamszentkereszt) július 5-én szt. Cirill és Metód ünnepén elhunyt az MS első elnöke, Štefan Moyzes, besztercebányai püspök (született 1797. október 24.).
1873
Az MS alelnöke, Viliam Pauliny-Tóth és titkára, František Víťazoslav Sasinek a Könyvnyomtatási Részvénytársaság által kinyomtatott, Szálvy József miniszterelnöknek címzett Pro memoria Matice slovenskej (Pro memória Matica slovenská) c. apologetikus iratban reagáltak a magyar soviniszta politika és sajtó MS ellen irányuló támadásaira.
1875
A magyar kormány november 12-én megszüntette az MS tevékenységét. Elkobozta összes vagyonát, pénzügyi alapját később (1885-ben) a Magyarországi Tót Közművelődési Egyesület rendelkezésére bocsájtotta a szlovákok elmagyarosításának céljával, a közgyűjteményeket a megyei múzeumok között osztotta szét. Az MS az 1863–1875 közötti időszakban széleskörű gyűjtői, kiadói, népművelői és tudományos tevékenységet fejtett ki. Levéltári, könyvtári és muzeális gyűjteményeket létesített, 82 kötetnyi könyvet, köztük az első szlovák tudományos folyóirat a Letopis MS (Matica slovenská évkönyve) 12 évfolyamát adta ki. Ösztöndíjat biztosított a szlovák tudósok és diákok számára, hazai és nemzetközi kapcsolatokat létesített szláv kulturális intézményekkel és maticákkal, úgymint a Szerb Matica (1826), a Cseh Matica (1831), az Illir Matica (1842), a Luzsicai szorb Matica (1867), a Galíciai-orosz Matica (1848), a Morvai Matica (1849) és a Szlovén Matica (1864). Az MS 1875. novemberi bezárását követő ismétlődő kísérletek az intézmény tevékenységének felújítására nem jártak sikerrel. Tevékenységét más országos hatáskörű kulturális egyesületek, főképpen a Živena (Zsivena Nőegyesület, 1869), szt. Vojtech (1870), Slovenský spevokol, (Szlovák Énekkar (1872) és a Muzeálna slovenská spoločnosť (Szlovák Múzeumi Egyesület, 1893) folytatták.
1893

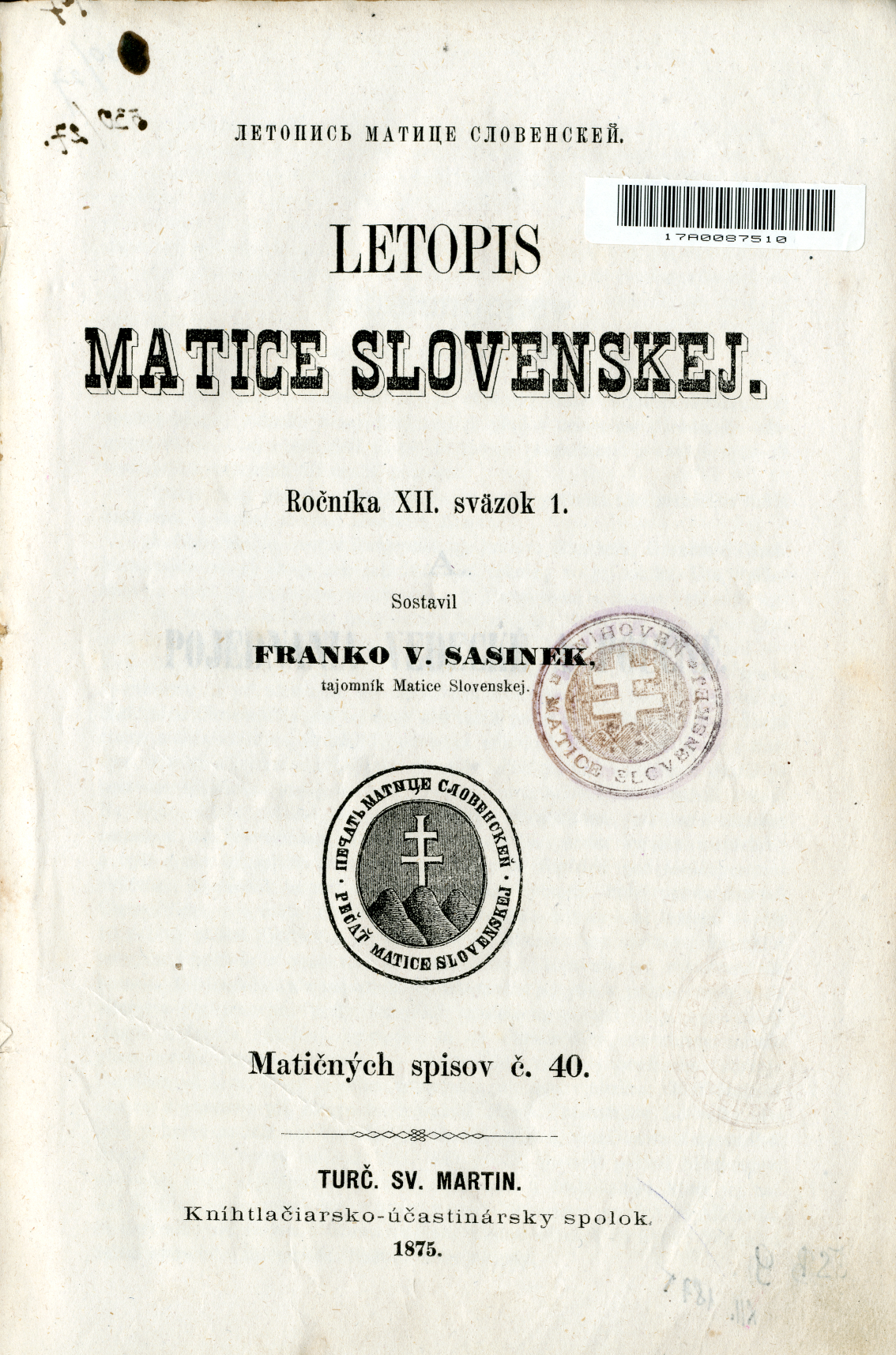
A Letopis Matice slovenskej – az első szlovák tudományos folyóirat

Štefan Furdek szlovák aktivista és római katolikus pap megalapította Chicagoban (Illinois, USA) az Amerikai Matica Slovenskát. Érdemeket szerzett még szlovák kulturális és egyházi egyesületek és iskolák fejlesztésében, az Egyesült Államokban. Furdek az Amerikai Szlovák Liga (Slovenská liga v Amerike), az ottani szlovákok csúcsszervezetének (1907) első elnöke is volt.
1919
A Csehszlovák Köztársaság megalakulását követően a Szlovákia igazgatásával megbízott teljhatalmú miniszter, Vavro Šrobár, január 1-én dekrétumban jelentette be az MS tevékenységének felújítását. Az újjáélesztés közgyűlését augusztus 5-én rendezték meg Turócszentmártonban. Az újjáéledt MS elnökévé Pavol Országh Hviezdoslav.ot, František Richard Osvaldot, Matúš Dulát (1918–1919-ben a Szlovák Nemzeti Tanács elnöke) és Vavro Šrobárt választották meg, gazdasági igazgatója Jozef Škultéty és Jaroslav Vlček lett. Az MS folytatta korábbi tudományos, népművelői, közgyűjtemény-alapítói és kiadói tevékenységét. Tagsági bázisát a helyi szervezeteiben kezdték újjászervezni. Az MS történelmileg első helyi szervezete november 2-án Turócszentmártonban alakult meg. Az év végéig, két hónap leforgása alatt, Szlovákia területén a Maticának összesen kilenc helyi szervezete alakult meg.
1920
Az MS augusztus 25-én Turócszentmártonban rendezett 2. közgyűlésén jóváhagyták az intézmény első három – Nyelvi, Irodalmi és Történelmi Szakosztályának a megalakítását és megszavazták tagjaikat. Ezt követően alakult meg a Művészeti, (1921), Pedagógiai (1926), Természettudományi (1927), Filozófiai (1941) és Szociológiai Szakosztály (1944).
1922

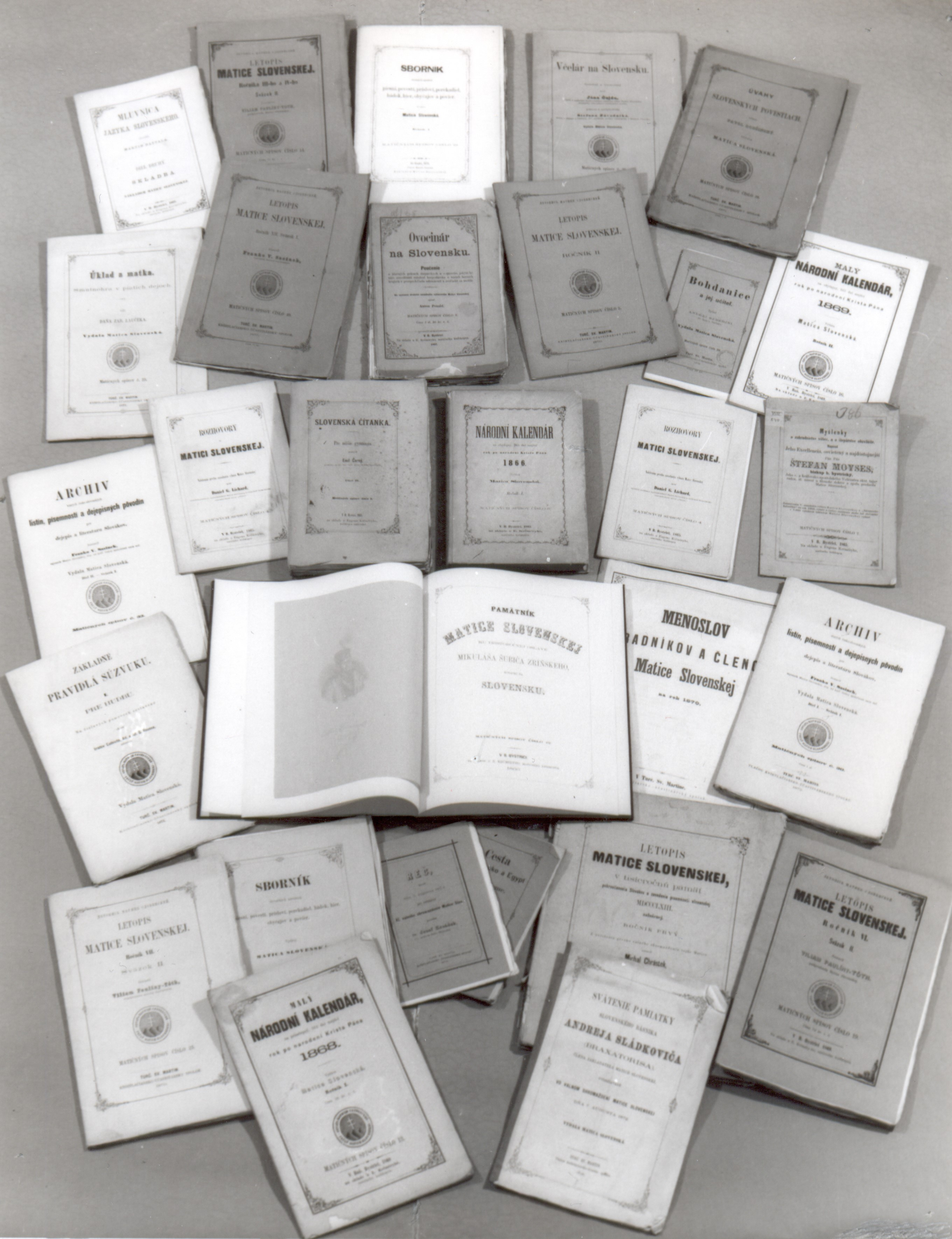
A Matica slovenskej kiadói kiadása 1863–1875 között

Az MS átvette a Jozef Miloslav Hurban által 1846-ban alapított és Svetozár Hurban Vajanský és Jozef Škultéty által 1881-ben felújított legrégebbi szlovák kulturális folyóirat, a Slovenské pohľady (Szlovák Nézetek) kiadásának stafétabotját. MS kezdeményezésére megalakult Turócszentmártonban a Műkedvelő Színjátszók Központja.
1926
Augusztus 26-án Turócszentmártonban ünnepélyesen megnyitották az MS új, második épületét. Az ünnepségen 15–20-ezer szimpatizáns vett részt. Az MS jelenlegi székhelyű épülete építészeti szempontból Turócszentmárton város reprezentatív architektonikus objektumai közé tartozik. Az épület nemzeti kulturális műemlék.  
1932
A május 12-i turócszentmártoni közgyűlés jelentősen befolyásolta az intézmény irányultságát, főképpen a Szlovák helyesírási szabályainak jellegéért folytatott küzdelem kapcsán. A figyelme központjába a Nemzeti program került, minek köszönhetően a Matica tudományos munkássága intenzívebbé vált, és kiadói tevékenységét kiterjesztette.
1940

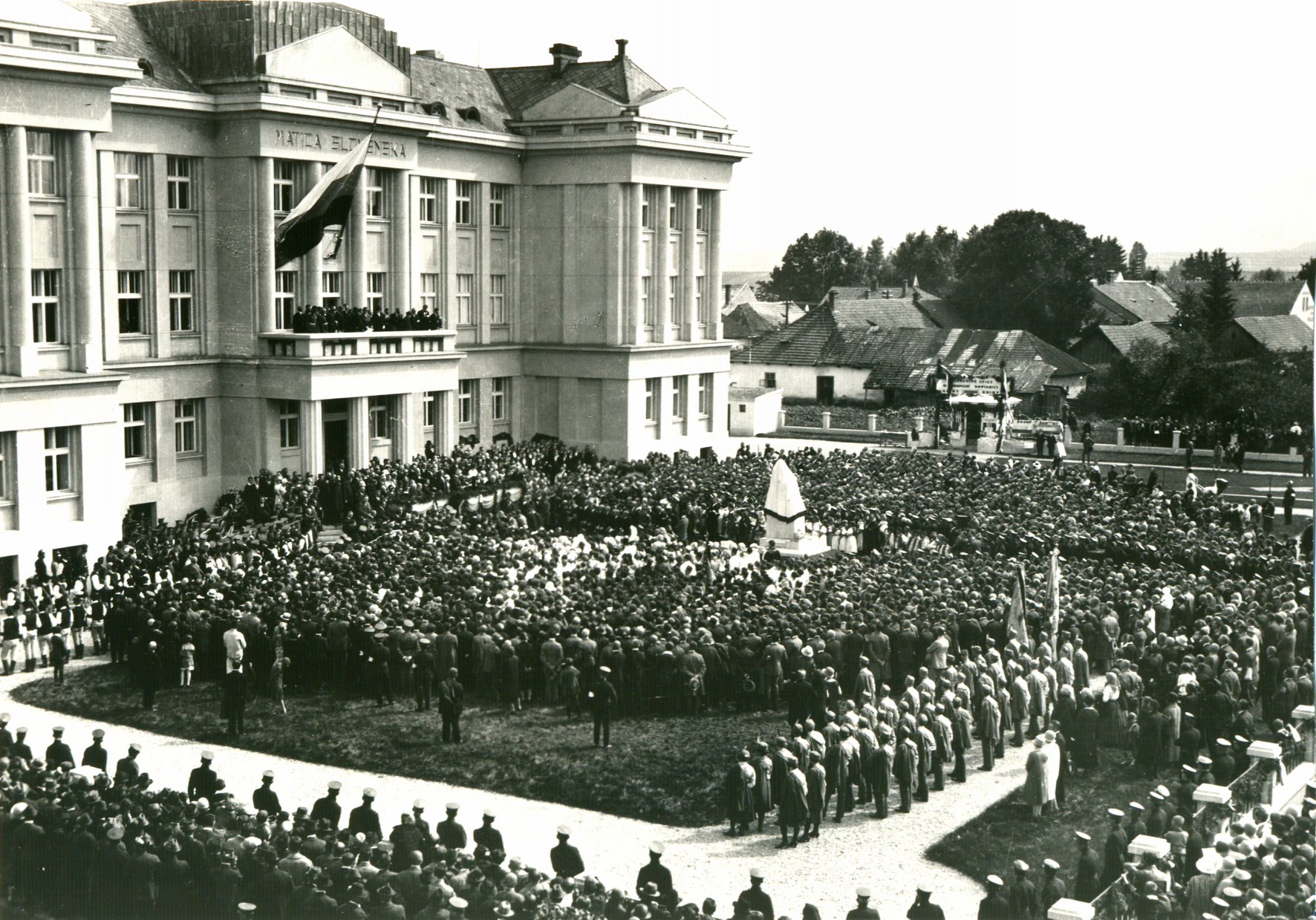

Az Oktatási és Nemzeti Népművelés Minisztériuma Pozsonyban február 12-én jóvá hagyta az új Szlovák helyesírás szabályait – a bohemizmusok mellőzésével, a szabályzatot az MS készítette el, és adta ki a Nyelvi Szakosztályával együttműködve (szerkesztő Anton Augustin Baník). Az MS május 12-i eperjesi közgyűlésén Jozef Škultétyt az MS örökös tiszteletbeli gazdasági igazgatójává nyilvánította. Az MS új gazdasági igazgatójává a közgyűlés Jozef Cíger Hronskýt, titkárává Ján Martákot, Danislav Mečiart és Jozef Cincikót választotta. Az MS vezetése elvetette a kormánynak azt a javaslatát, hogy a Matica tagsága automatikusan beépüljön a Andrej Hlinka Szlovák Néppártjának politikai tagságába.
1941
Az MS kezdeményezésére, május 1-én Turócszentmártonban, megalakult a Szlovák Nemzeti Könyvtárak Egyesülete. Fő feladatát a szlovák lakosság és Szlovákia témájú kiadványok beszerzésében és megőrzésében jelölték meg.
1943
Az MS szakosztályának megbízásából megalakult Turócszentmártonban Európa egyik legmodernebb nyomdai vállalkozása a Neográfia Részvénytársaság Egyesülete.
1944
Az 1944. augusztus 29-én kitört a szlovák nemzeti felkelés, az egyik legjelentősebb fegyveres ellenállás a náci Németország által megszállt Európában. A harcokba az MS tagjainak és funkcionáriusainak ezrei vettek részt, többek között Ján Marták, Július Barč-Ivan, Alexander Hirner, František Oktavec, Vavro Šrobár, Laco Novomeský, a fiatalabbak közöl Vladimír Mináč, Roman Kalický vagy Eva Kristinová.
1945
Január 25-én az MS turócszentmártoni helyi szervezetének munkahelyét elhagyta több kiváló dolgozója és funkcionáriusa: Jozef Ciger Hronský (gazdasági igazgató), František Hrušovský (tudományos szakosztályok titkára), Stanislav Mečiar, Jozef Cincik (mindkettő az MS titkára) és Koloman Geraldini, Dezíder Nágel, Ján Okál és Jozef Kobella szakmai előadó, akik azonosultak az akkori (1939–1944) Szlovák Köztársaság rendszerének hivatalos kultúrájával. Életük végéig vállalták az idegen száműzetést. Nevüket nemcsak az MS aktivistáinak sorából, hanem a nemzet kollektív emlékezetéből is törölni kellett. A Szlovák Nemzeti Tanács Oktatási, Népművelési Megbízói Hatóságának (Poverejnítcvo Slovenskej národnej rady pre školstvo a osvetu) döntése értelmében április 11-én az MS igazgatását ideiglegesen Ján Marták vette át. Az 1945. augusztusi turócszentmártoni közgyűlésen megválasztották az intézmény új elnökeit, Laco Novomeský és Jur Hronec személyében.
1948
A kommunista rendszer államosította az MS Neografia Kiadói Vállalatát. Az illetékes politikai szervek 1949-tól 1953-ig terjedő időszakban folyamatosan felszámolták az MS tudományos tevékenységét, szélnek eresztették tagsági bázisát, és tevékenységét a népművelésre korlátozták. Az MS szakbizottságai addigi tudományos tevékenységüket a pozsonyi Szlovák Tudományos és Művészeti Akadémia illetékes intézeteiben folytathatták.
1954
A Szlovák Nemzeti Tanács áprilisban megszavazta az MS-ről szóló törvényt, küldetésével és történelmi helyzetével ellentétesen államosította az intézményt, és torzóját egyesítette a Szlovák Nemzeti Könyvtárral. Az MS eredeti neve alatt csak a nemzeti könyvtár és könyvtudományi intézet feladatait láthatta el.
1958
A kommunista rezsim koncepciós pert indított a Nemzeti enciklopédia c. lexikográfiai mű készítői ellen. Az MS következő tagjairól van szó: Alexander Hirner, Ján Olexa, Jozef Telgársky, František Oktavec; többévi börtönnel sújtották őket. A koncepciós perrel összefüggésben, pártfegyelmik és más, a Matica ellen indított politikai beavatkozás következtében az intézmény még több dolgozójának távoznia kellett, Ján Marták gazdasági igazgatónak sem kegyelmeztek.
1959
Tekintettel az MS törvényben garantált önállóságára és tevékenységének saját hazájában történő jelentős korlátozására, az argentínai Buenos Airesben megalapították a Zahraničná Matica slovenskát (Külföldi Matica Slovenská), melynek elnökéül Jozef Cíger Hronskýt választották.
1963
A politikai enyhülés időszakában nagyszabású ünnepség keretében megemlékeztek az MS megalakulásának centenáriumáról. Az intézménynek a legmagasabb állami kitüntetést Köztársaság Rendjét (Rad republiky) adományozták, a kitüntetést az akkori kiváló államférfi és pártmunkás, Alexander Dubček adta át. Augusztus 4-én rakták le az MS harmadik épületének alapkövét a turócszentmártoni Hostihorán.
1968
A társadalmi–politikai enyhülés azzal a reménnyel kecsegtetett, hogy az MS visszatérhet eredeti rendeltetéséhez és tevékenységéhez, beleértve tagsági bázisának felújítását és intenzívebb gondoskodást a határon túli szlovákokról. A bizakodás csak rövid ideig tartott, a remények végleg szétoszlottak a CSSZK Varsói Szerződés seregei által augusztus 21-én történt megszállásával és az ezt követő enyhülési folyamatot követően. Éppen az ún. enyhülési időszakban bocsájtották el a Matica több alkalmazottját (Tomás Winkler, Ivan Kadlečík, Pavol Hrúz, id. Jaroslav Rezník és mások), köztük vezető beosztásúakat (Imrich Sedlák).
1973
A Szlovák Nemzeti Tanács december 20-án törvényt fogadott el a Matica slovenskáról, aminek eredményeképpen az intézmény részben visszakerült a húsz évvel azelőtti helyzetébe. Tagsági bázisát jelentős mértékben korlátozták, helyi szervezeteinek csupán kis hányada élte túl a megpróbáltatásokat, az apparátus tevékenysége ismét jobbára könyvtárosi, levéltári, irodalmi múzeummal kapcsolatos teendőkre, bibliográfiára, biográfiára korlátozódott. A szocialista kultúra időszakában, 1974-től 1990-ig Vladimír Mináč író, publicista, politikus látta el az MS elnöki teendőit, érdemeket szerzett az intézmény tudományos tevékenységének bővítésében.
1975
Augusztus 30-án a turócszentmártoni Hostihorán átadták rendeltetésének az MS új, nagyvonalúan megalkotott épületét, Dušan Kuzma és Anton Cimmerman építészeti remekét.
1990
A kulturális miniszter január 20-án felmentette az MS vezetését, Vladimír Mináč elnökkel egyetemben, és az intézmény irányításával, elnöki minőségben ideiglenesen Viliam Gruskát bízták meg, gazdasági igazgatónak Imrich Sedlákot nevezték ki. Számos volt munkatárs, tag, szimpatizáns ez alkalommal is kiállta az MS mellett. Az augusztus 10- és 11-i turócszentmártoni közgyűlésén az MS az intézmény tevékenységének megújítását határozta el. Új elnökéül Jozef Markušt választották.
1991
A Szlovák Nemzeti Tanács július 26-án új törvényt alkotott az MS-ról. Általa lehetőség nyílott arra, hogy az állam által irányított MS fokozatosan visszanyerje függetlenségét. Egyesületi tevékenysége határozott fejlődésnek indul, e folyamat erősítése végett munkahelyek sorát szervezték át.
1992
Együttműködve a Szlovákok Világkongresszusával, az MS első ízben szervezte meg a Szlovák Fiatalok Világtalálkozóját (Svetový festivál slovenskej mládeže). Megvalósítására július 12–19-én Turócszentmártonban került sor. A maticás fesztivált az intézmény háromévenként rendezi meg.
1993
Az önálló Szlovák Köztársaság megalakulása egyben az MS szlovák nemzeti identitásért folytatott hosszú küzdelmének végét is jelenti. Fokozatosan megvalósulnak az MS 1991–1992-ben kitűzött Nemzeti programjának célkitűzései. Visszakapta a pártállam által államosított Neografia Nyomdát, a Slovenské pohľady folyóiratot és néhány államosított maticás épületet.
1997
A Szlovák Nemzeti Tanács február 13-án elfogadott törvénye értelmében az MS közjogi intézménnyé alakult, ugyanakkor saját, történelmileg formálódott feladatai mellett teljesítenie kell az állam által meghatározott tennivalókat is. Július 17-én Martiban megnyitották a Szlovákok Világtalálkozóját.
2000
A Szlovák Köztársaság Nemzeti Tanácsa megalkotta a 183/2000 sz. könyvtörvényt, amelyet az akkori kultuszminiszter, Milan Kňažko készített elő, az MS bevonása nélkül. A törvény hátrányosan befolyásolta a Matica helyzetét, költözni kényszerült a székhelyéül szolgáló, a turócszentmárton–hostihorai épületéből, de a történelmi első épületéből is – mindkettő a Szlovák Nemzeti Könyvtár használatába került.
2001
Az MS november 16–17-i turócszentmártoni közgyűlése rendkívüli körülmények között zajlott; a könyvtörvény értelmében a Szlovák Nemzeti Könyvtárat kivonták az intézmény kötelékéből, s ez rányomta bélyegét a tanácskozás hangulatára, menetére.
2004
Az MS november 26–27-i iglói (Spišská Nová Ves) közgyűlésén elfogadta a 2004-től 2007-ig terjedő időszakra vonatkozó Programnyilatkozatát, kiegészítve egyéb tervekkel 2010-ig terjedően, úgyszintén a Hazai és Határon Túli Szlovákok Memorandumát.
2007

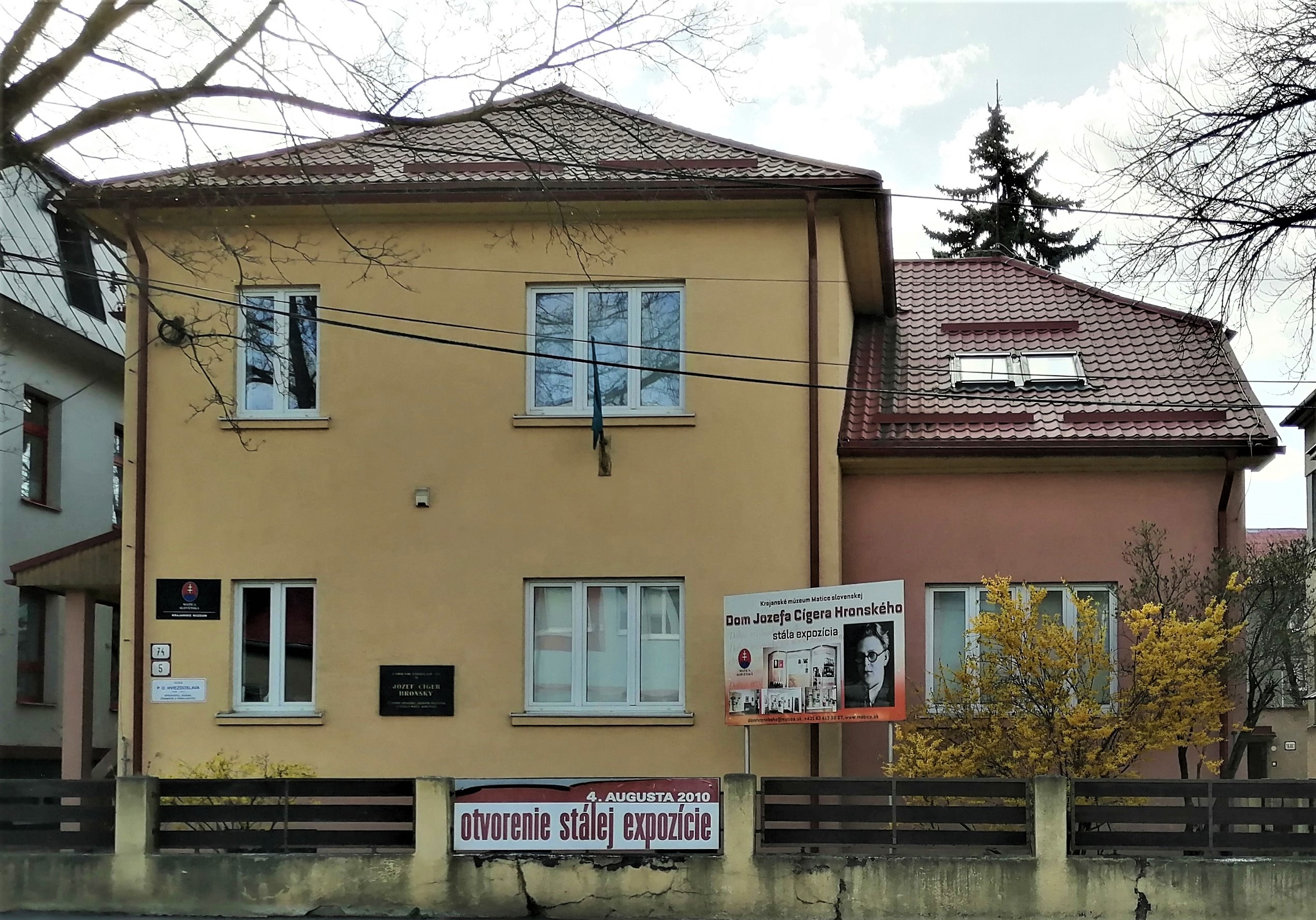
Jozef Cíger Hronský háza Turócszentmártonban

A szláv nemzetek szlovák maticáinak I. európai kongresszusát az MS március 26–28. között rendezte meg Turócszentmártonban, mindazon államok képviselőinek részvételével (Csehország, Horvátország, Németország, Szlovénia, Szerbia, Ukrajna), amelyekben működnek nemzeti maticás egyesületek.
2008
A Szlovák Köztársaság Kormányának a Szlovák Köztársaság létrejötte 15. évfordulója alkalmából rendezett történelmileg első olyan ülését, amely a legfelsőbb alkotmányjogi méltóságok és az MS elnökének részvételével zajlott, január 2-án Turócszentmártonban, a Pavol Mudroň utcai székházban szervezték meg. A Jozej Cíger Hronský-év (2009. augusztus – 2010 július) ünnepélyes megnyitására, a maticás ünnepségek keretében, Turócszentmártonban a Külföldi Matica Slovenská megalakulásának 50. és Jozef Cíger Hronský halálának 50. évfordulója alkalmából került sor.
2010

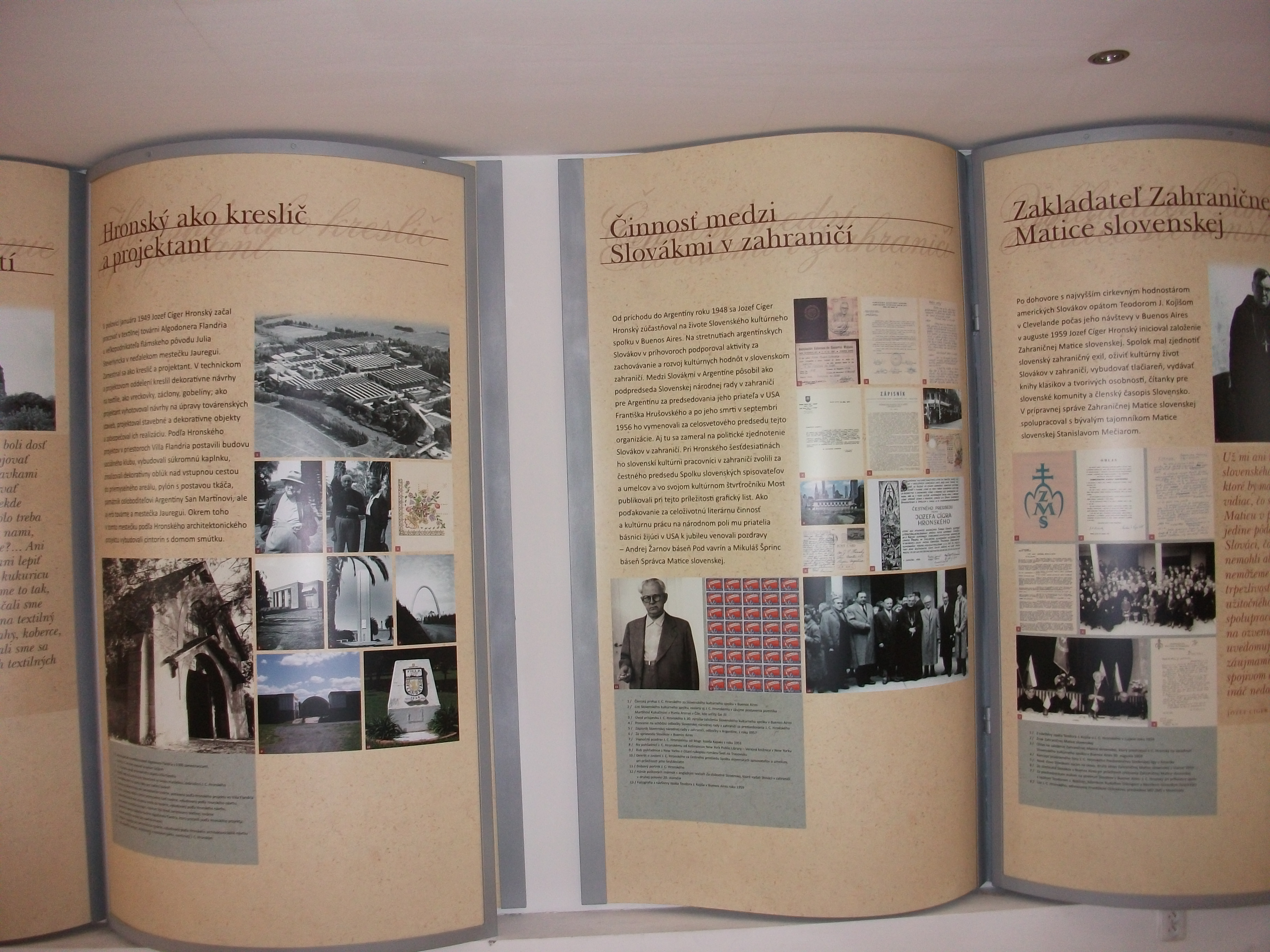
Kiállítás Jozef Cíger Hronský Élet pihenés nélkül

Az MS a Nyitrai önkormányzati területtel (megyével), Nyitra várossal és más városokkal és községekkel együttműködve Nyitrán, július 1. és 5. között rendezte meg a 11. Szlovák Ifjúság Maticás Világtalálkozóját. Az MS Turócszentmártonban, novemberben, rendezett közgyűlésén Marián Tkáčot választotta meg elnökéül, aki Jozef Markušt váltotta fel, annak húsz évig tartó ellentmondásos elnöki tevékenysége után.
2013
A szláv nemzetek maticái II. európai kongresszusának megrendezésre július 31. és augusztus 3. közötti időszakban, Turócszentmártonban került sor. A Matica slovenskán kívül részt vett: a sziléziai, a szlovéniai, a bunyevác, a cseh, a montenegrói, a luzsicai (Németország) szorb matica, a kárpátaljai szlovák matica, a Horvátországi Szlovákok Szövetsége, a szerbiai matica slovenská, valamint a Szláv Kultúrák Fóruma, Szlovéniából. A kongresszuson elfogadott memorandumban többek között ez áll: „A nemzeti kultúrák keretében intenzívebbé tesszük tevékenységünket, és toleráljuk a kisebbségek és regionális kultúrák értékeit, mert mellőzésük végeredményében megfosztja az emberi lelket attól gazdagságtól és sokszínűségtől, amit a világ kultúrái és nyelvei képviselnek.” A Maticás Nemzeti Ünnepségeket augusztus 1-től 4-ig rendezték meg Turócszentmártonban, a rendezvény csúcsa az MS megalakulásának 150. évfordulójára rendezett ünnepség volt. Felejthetetlen volt még a szent Cirill és Metód Park ünnepélyes megnyitása az MS székhelyének térségében, amely esemény egybe lett kötve a szent Cirill és Metód-szoborcsoport, valamint Štefan Moyzeš, Karol Kuzmány és Ján Francisci mellszobrának leleplezésével.
2015
A Ľudovít Štúr-év keretében, nemzetünk e kimagasló személyisége tiszteletére az MS Szlovákia területén 86 rendezvényt, ebből három tudományos konferenciát, szervezett.
2017

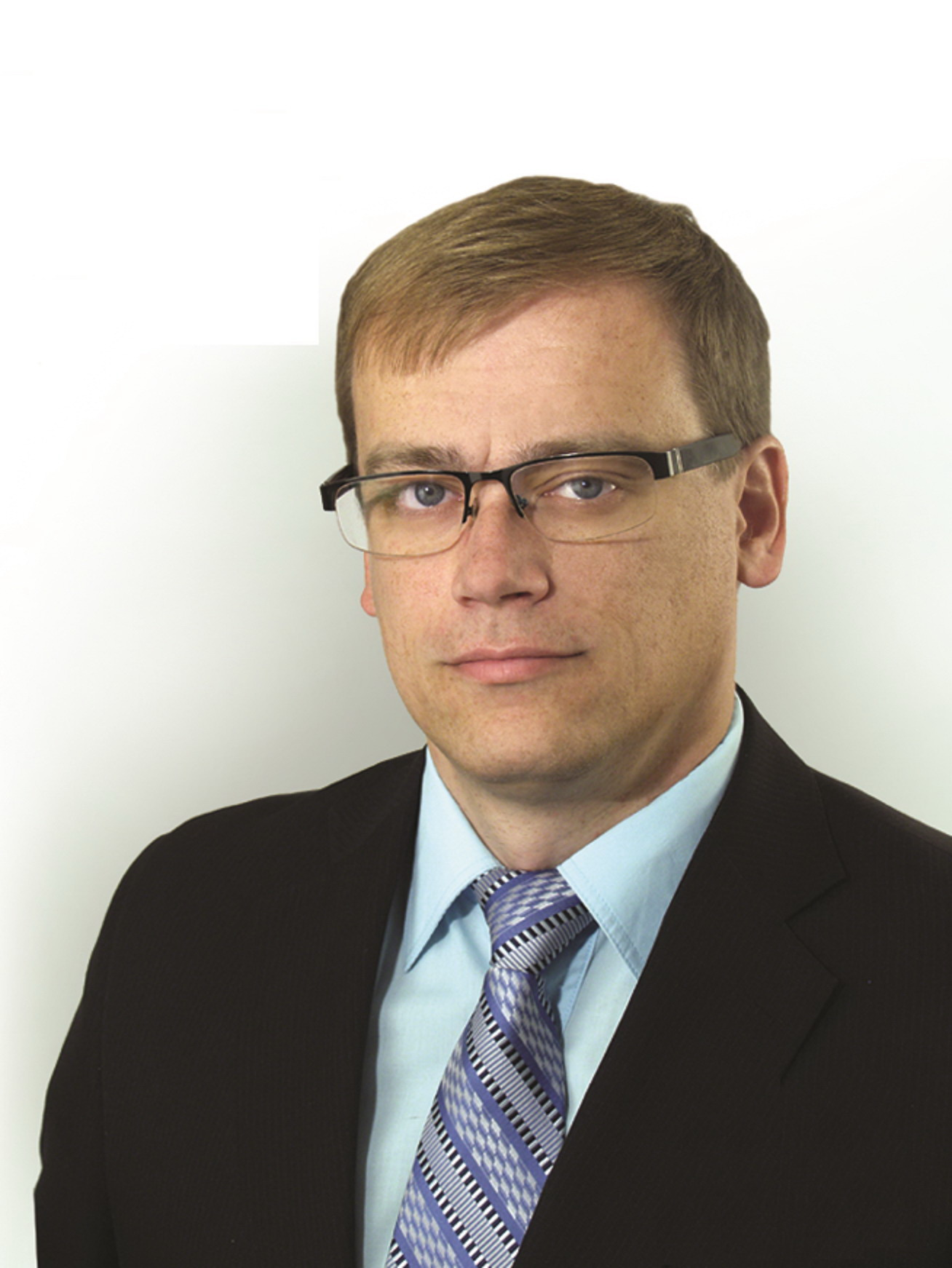
Marián Gešper, a Matica slovenská elnöke

Az MS a Liptószentmiklóson (Liptovský Mikuláš) rendezett novemberi 11-i közgyűlésén, Marián Gešper személyében megválasztotta történelmileg legfiatalabb elnökét; az ifjú maticásoknak a Matica tagságának soraiba való fellépésével pedig kezdetét vette a generációváltás.
2018
MS a 2018-as évet az önálló és demokratikus Szlovák Köztársaság jegyében a Szlovák Államiság Évének nyilvánította, megemlékezett jeles történelmi eseményekről és kiváló szlovák személyiségekről; mindezek nélkül a szlovákság nem válhatna saját államisággal bíró emancipált és független nemzetté. A Szlovák Nemzet Memoranduma aláírásának, valamint az első Csehszlovák állam 1918. évi megalakulásának 100. évfordulója alkalmából az MS tematikus rendezvények sorát valósította meg. A maticás mozgalom munkájának segítésére új folyóirat Hlas Matice (Matica Hangja) született. Megalapításával a helyi szervezetek és a tagság egyik régi kívánsága teljesült.
2019

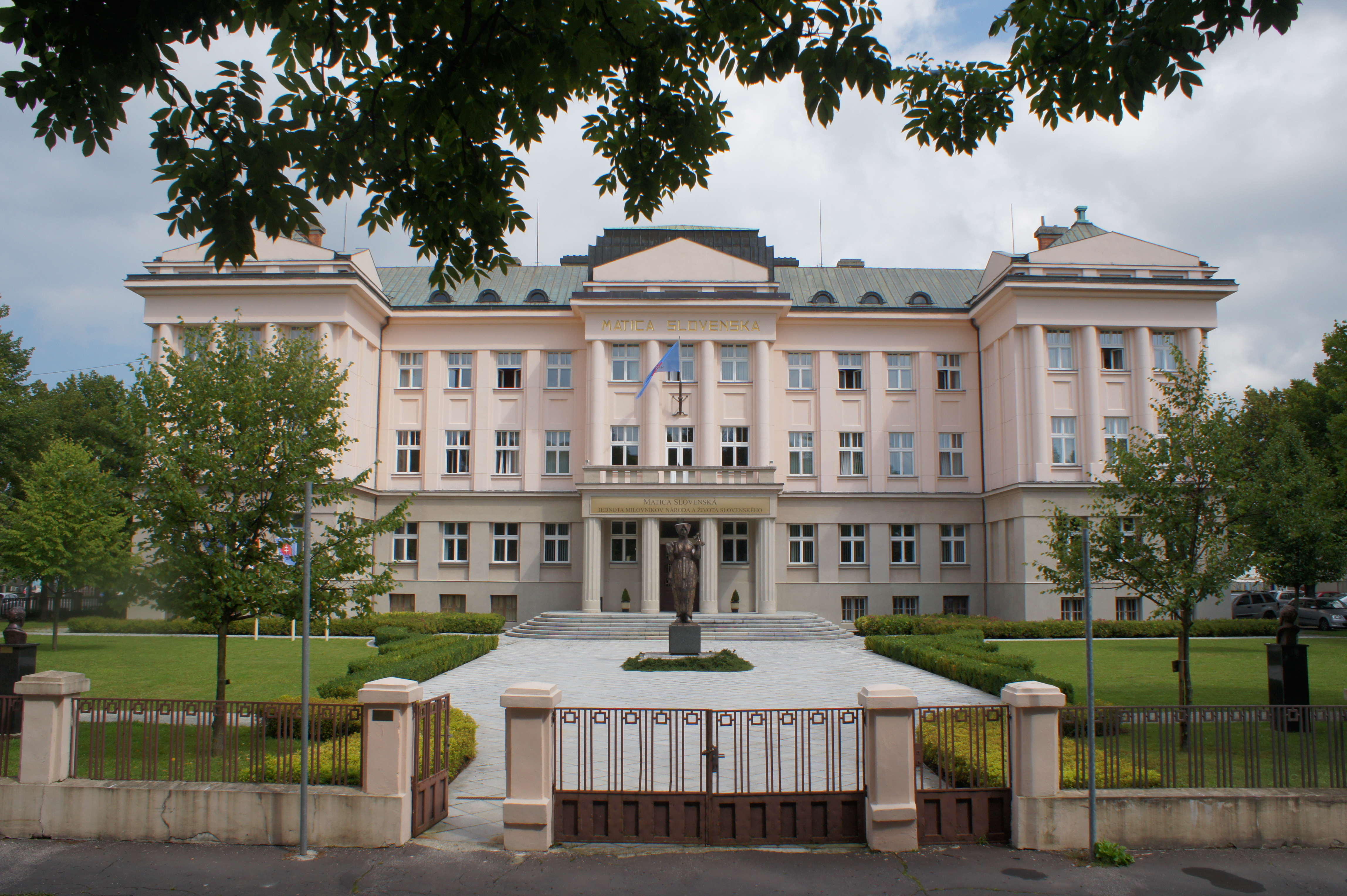
A Matica slovenská második épülete jelenleg

Az MS megemlékezett tevékenysége megújításának 100. évfordulójáról. Ez alkalomból tudományos kutatást indított el a 20. század első felének tagsági bázisáról és az 1919-ben Turócszentmártonban, Liptószentmiklóson, Rózsahegyen (Ružomberok), Kassán (Košice), Trencsénben (Trenčín), Zólyomban (Zvolen), Breznóbányán (Brezno), Besztercebányán (Banská Bystrica) és Ungváron megalakult szakbizottságokat illetően. Június 5-én és 6-án került sor a maticák és a szláv nemzetek intézményeinek immár IV. kongresszusára. (a szláv maticák III. kongresszusa Szlovéniában zajlott, 2014. február 4-én). Ez utóbbi kongresszus újdonsága a korábbiakhoz képest az volt, hogy a szláv nemzetek olyan más tudományos intézményei és társadalmi szervezetei is részt vettek, amelyeknek profilja a szláv kultúra és tudomány kutatása, ápolása. A részvevők nyilatkozatot fogadtak el: „a szláv nemzetek kulturális intézményeinek a globalizáció, liberalizáció, információs, internetes és kibernetikus technológiák és háborúk, a posztindusztrializáció és a posztmodernitás folyamatai közepette továbbra is szükséges ápolni és terjeszteni a hagyományos konzervatív értékeket, mindenekelőtt a kereszténységet és a hazafiságot. Különösképpen a szláv és az európai térségben megőrizni kívánjuk a szt. cirilli-metódi tradíciót, elősegíteni szándékozunk az össz-szláv és a nemzeti identitás megtartásást, valamint a történeti tudat megerősítését.” A Liptószentmiklóson, október 14-én rendezett MS-nemzetgyűlésnek 364 részvevője volt. A résztvevők elfogadták a Matica aktualizált Alapszabályát és az MS 2019–2021. évekre szóló programját, kitekintéssel a 2025. évre.
2020

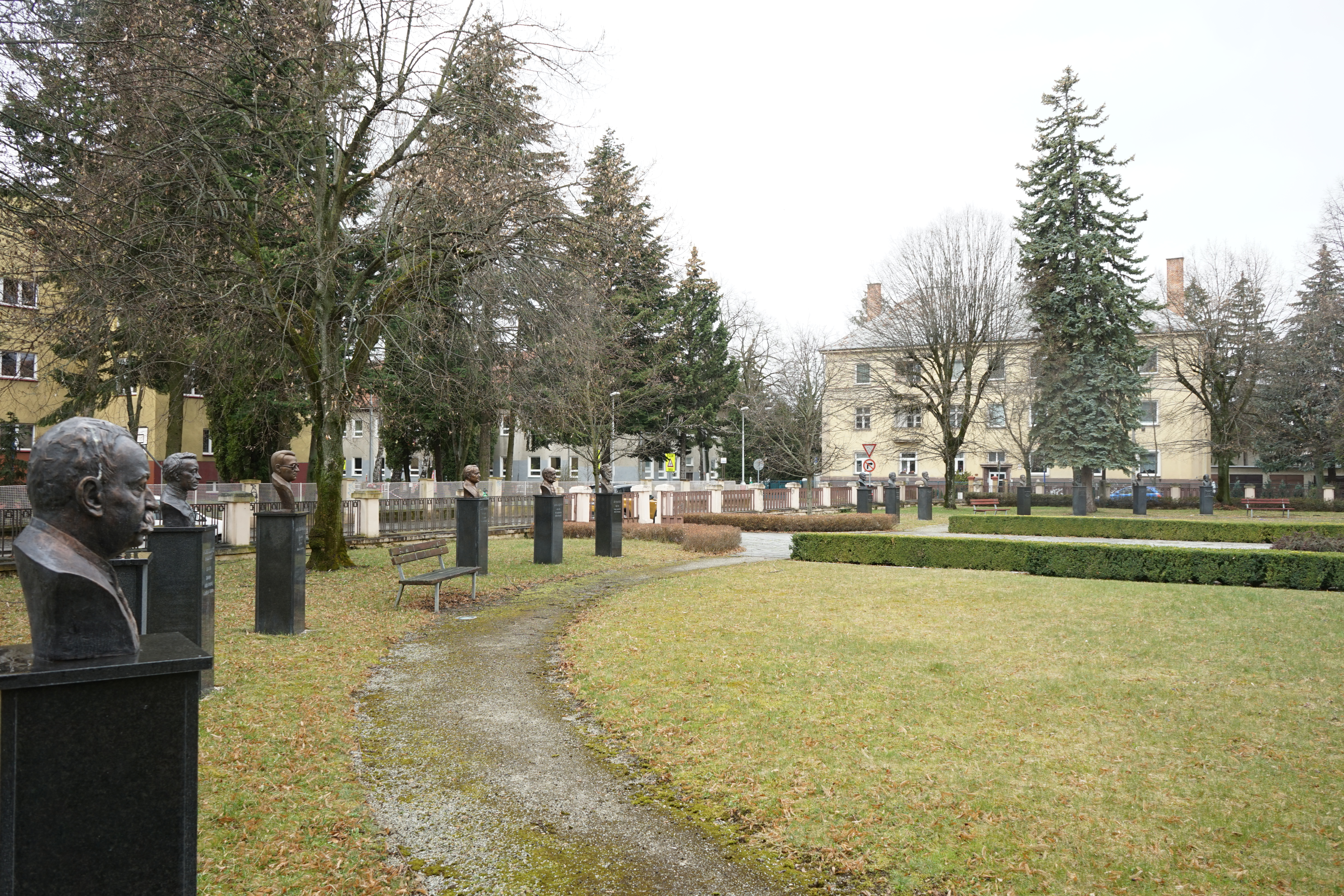
Park sv. Cyril és St. Módszer a Matica slovenskej második épülete előtt

Az MS a 2020. évet az államiság intenzív támogatása, terjesztése és fejlesztése szellemében a Nemzeti Identitás Évének nyilvánította. Megjelent az MS új szakmai folyóiratának, a Slovensko – Národné spektrum (Szlovákia – Nemzeti spektrum) első két száma. A folyóirat évente kétszer jelenik meg. Az MS székhelyén megújult az intézmény bibliotékája, megkezdődött szisztematikus fejlesztése.

## Az MS elnökei
- 1863–1869: Štefan Moyzes (1797–1869)
- 1870–1875: Jozef Kozáček (1807–1877)

1919-tól a Matica slovenskának négy elnöke volt:
- 1919–1926: Matúš Dula (1846–1926)
- 1919–1921: Pavol Országh Hviezdoslav (1845–1926)
- 1919–1926: František Richard Osvald (1845–1926)
- 1919–1950: Vavro Šrobár (1867–1950)
- 1922–1930: Jur Janoška (1856–1930)
- 1926–1943: Marián Blaha (1869–1943)
- 1931–1939: Ján Vanovič (1856–1945)
- 1931–1949: Jozef Országh (1883–1949)
- 1945–1954: Jur Hronec (1881–1959)
- 1945–1950 és 1968–1974 az MS elnöke, 1974–1976 tiszteletbeli elnöke Laco Novomeský (1904–1976)

1968 óta a Matica slovenská élén egy elnök áll:
- 1974–1990: Vladimír Mináč (1922–1996)
- 1990: Viliam Ján Gruska (1936–2019)
- 1990–2010: Jozef Markuš (1944–2025)[1]
- 2010–2017: Marián Tkáč (1949)
- 2017-től: Marián Gešper (1980)

## Az MS székhelyei

### Az MS első épülete

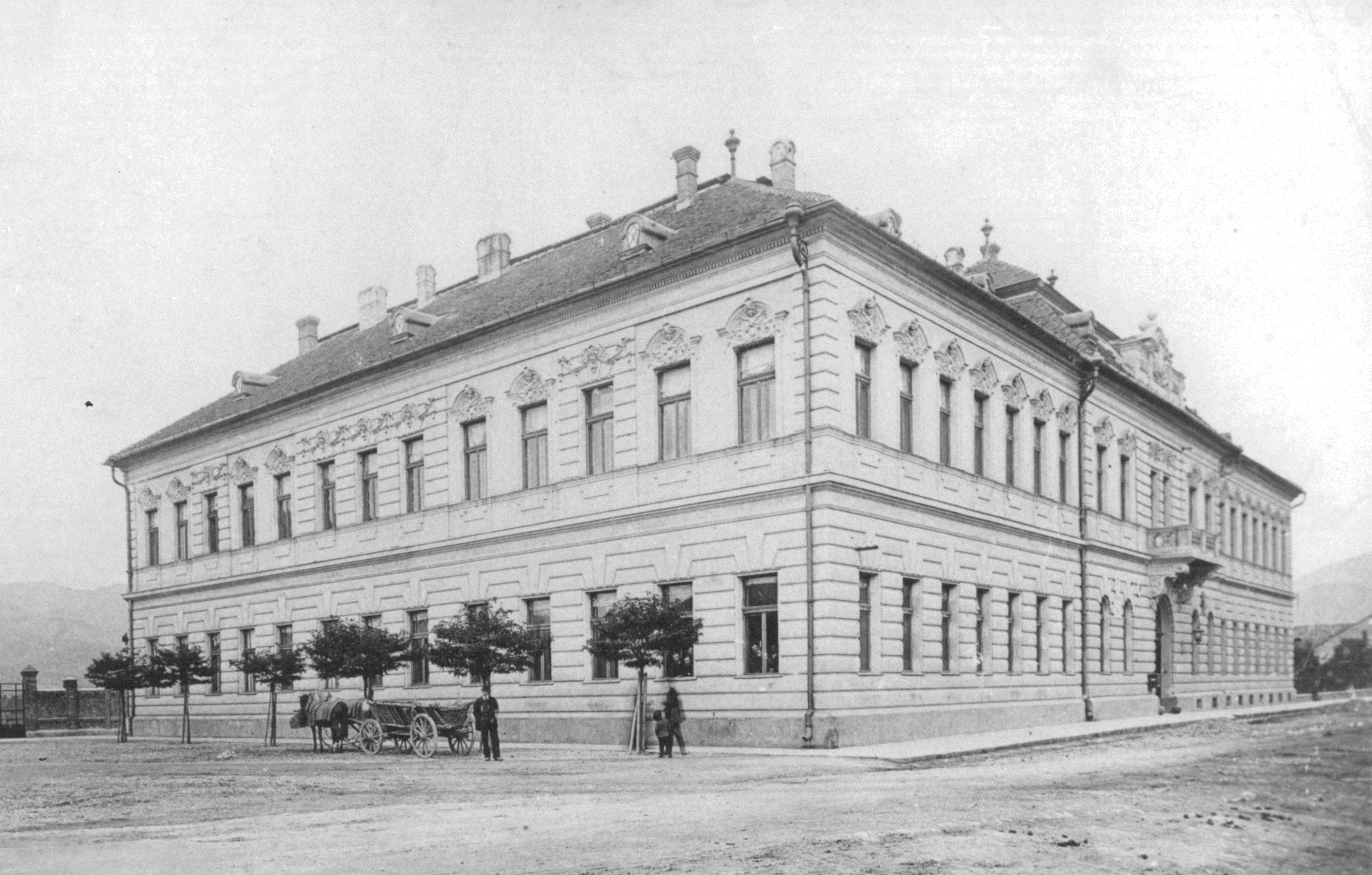
A Matica slovenská első épülete

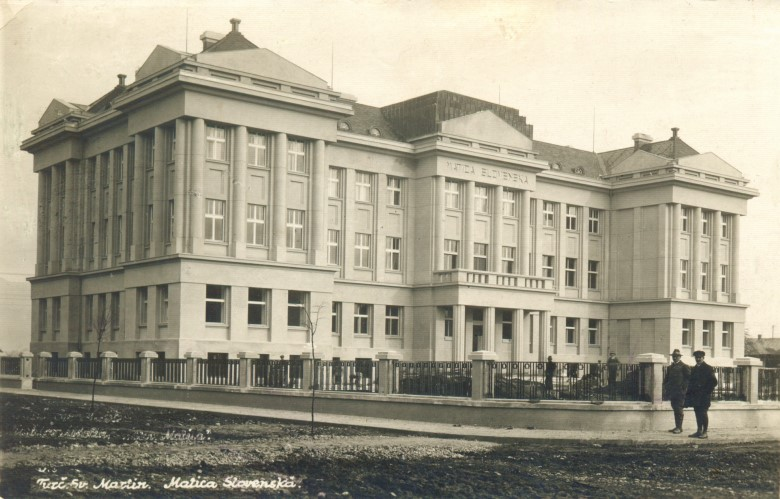
A Matica slovenská második épülete

A MS első, székhelyéül szolgáló, Národná svetlica (Nemzeti Világítórakéta) elnevezésű történelmi épületét Karol Harrer tervei alapján 1864-ben kezdték építeni, melyeket Ján Nepomuk Bobula (Bobula János) egészített ki, tett teljessé. Az utóbb említett építészre az ingatlanok építését is rábízták. Az alapkőletétel Turócszentmárton központjában, 1964. április 6-án történt, ünnepélyes elhelyezését az MS akkori első ügyvezető alelnöke, Karol Kuzmány evangélikus pap és szuperintendens végezte. A részben elkészített épület MS-székházként való ünnepélyes átadására 1865. augusztus 8-án került sor, építésének második szakaszát 1869-ben fejezték be. Amikor 1875-ben a történelmi Magyarország Belügyminisztériuma a nem magyar lakosság fokozódó elmagyarosítása keretében megszüntette az MS működését, az intézmény egész vagyona, beleértve a székhelyi ingóságokat, a magyar állam birtokába került. A létesítmény építésének munkálatait 1899 és 1900 között fejezték be, ugyanakkor az épület szerkezetét kizárólag a magyar állami hivatalok szükségleteinek megfelelően alakították. A csehszlovák kormány Szlovákia Igazgatásának Teljhatalmú Minisztériuma (Ministerstvo s plnou mocou pre správu Slovenska) a Matica tevékenységének felújítása idején 1919. 01. 01-én székhelyének eredeti épületét visszaszolgáltatta, de ez ekkor már nem felelt meg az intézmény fejlesztési terveinek, ezért csehszlovák állami hivatalokat helyeztek el benne. 1919-ben született meg az MS részére szolgáló új, nagyobb és modernebb épület felépítésének gondolata. Az elképzelés 1926-ban valósult meg, ekkor a Matica első történelmi épülete mint az intézmény székhelye megszűnt funkcionálni, és 1963-ban kulturális műemlékké nyilvánították, s az maradt mind a mai napig. Az épületben ez idő tájt rendezték be a szlovák irodalom történetének állandó kiállítását, más kiállítási termeket, tárolóhelyiségeket létesítettek benne, egyben az objektum a Szlovák Nemzeti Könyvtár Irodalmi Múzeumának munkahelyévé is vált.

### Az MS második épülete
Jelenleg az intézmény központi székhelye az MS második épülete, amely Turócszentmárton város szélesebb értelemben vett központjában, a Pavel Mudroň utcában található. Tervezője Ján Palkovič turócszentmártoni építész volt. Az építészeti munkálatokat a ratkai (rátkapusztai) születésű Stanislav Zachar végezte. Alapkőletétele 1924. augusztus 13-án az MS ünnepségeinek keretében történt. Az építkezés 1924 őszétől 1926 februárjáig tartott. A létesítmény ünnepélyes átadására 1926. augusztus 29-én került sor. Az épület előtti udvarhelyen leplezték le az ismert szlovák nemzeti hős, Svetozár Hurban Vajanský emlékművét. Miután az alkotást innen az első épület térségébe helyezték át, 1965-ben, Ján Kulich szobrászművésznek az MS allegorikus alakzata műve került ide. Az MS második épülete építészeti szempontból Turócszentmárton város reprezentatív létesítményei közé tartozik. Az épület jellegzetes elemeinek köszönhetően, mint a magas oszlopok, portikusz, timpanonok, valamint a szigorú szimmetria, a létesítmény neoklasszikus építészeti műnek számít. Össztársadalmi jelentőségének köszönhetően 1963-ban kulturális műemléknek nyilvánították, 2002. óta nemzeti kulturális műemlék – az adminisztratív részlege mellett még a kerítéssel, kerti parkkal és az 1944. évi szlovák nemzeti felkelés 48 agyonkínzott résztvevőjének emléktáblájával egyetemben. A kerti részleg szt. Cirillről és Metódról elnevezett parkjában található az MS kimagasló aktivistáinak reprezentatív panteonja. Itt elsőként Anton Bernoláknak, az első (nyugat-szlovákiai nyelvjáráson alapuló) szlovák irodalmi nyelv megalkotójának és kodifikátorának mellszobrát leplezték le 2012. október 2-án, születésének 250. évfordulója alkalmából. A térségben 2020 végéig összesen tizennégy nemzeti aktivista mellszobrát helyezték el, sorrendben az alábbiak szerint:
- 2012. október 2. – Anton Bernolák, az első szlovák irodalmi nyelv kodifikátora
- 2013. augusztus 2. – Štefan Moyseš, az MS első elnöke, Karol Kuzmány, az MS első alelnöke és Ján Francisci, az MS tiszteletbeli  alelnöke
- 2014. augusztus 1. – Andrej Hlinka, a 20. század első fele nemzeti mozgalmának vezető képviselője, az MS bizottságának tagja
- 2015. augusztus 7. – Ľudovít Štúr, a 19. század szlovák nemzeti mozgalmának vezető egyénisége és a második, közép-szlovákiai nyelvjáráson alapuló, máig élő szlovák irodalmi nyelv kodifikátora és  Jozef Cíger Hronský, az MS gazdasági igazgatója, író
- 2016. augusztus 17. –  Svetozár Hurban Vajanský író, nemzeti aktivista és Štefan Furdek, az amerikai Szlovák Liga megalapítója
- 2017. augusztus 11. – Jozef Miloslav Hurban Szlovák Nemzeti Tanács első elnöke és Andrej Ľudovít Radlinský, az MS alapító tagja és a Spolok sv. Vojtecha (szt. Béla Egyesület) megalapítója
- 2018. október 30. – Matúš Dula, az MS, a Szlovák Nemzeti Párt (Slovenská národná strana) és a Szlovák Nemzeti Tanács elnöke
- 2019. augusztus 4. – Ján Vanovič, az MS elnöke, az Ausburgi Hitvallású Evangélikus Egyház első elnöke és első általános felügyelője
- 2020. szeptember 23. – Jozef Škultéty, az MS örökös gazdasági igazgatója

### Az MS harmadik épülete
Az MS harmadik épületének alapkövét 1963. augusztus 4-én, az intézmény megalapításának nagyszabású centenáriumi ünnepségeinek keretében helyezték el Turócszentmárton – Hostihora területén, és 1975. augusztus 31-én adták át rendeltetésének. Az MS harmadik épülete jelenleg  az intézmény sokirányú tevékenységének új,  modern székhelye. A 2000 májusában elfogadott 183 sz. könyvtárosi törvény értelmében a Szlovák Nemzeti Könyvtár kivált anyaintézménye kötelékéből, és 2000. július 1-től önálló jogi személyként funkcionál a hostihorai székhellyel. A törvény értelmében, paradox módon, a harmadik épületen kívül még az első épületet is kivonták a Matica rendszeréből. A harmadik épület a Szlovák Nemzeti Könyvtár székhelyévé vált, és az munkahelye visszakerült a második maticás épületbe.